# ハッピーフライト
『ハッピーフライト』（HAPPY FLIGHT）は、2008年11月15日に公開された日本映画。監督は矢口史靖。

## 概説

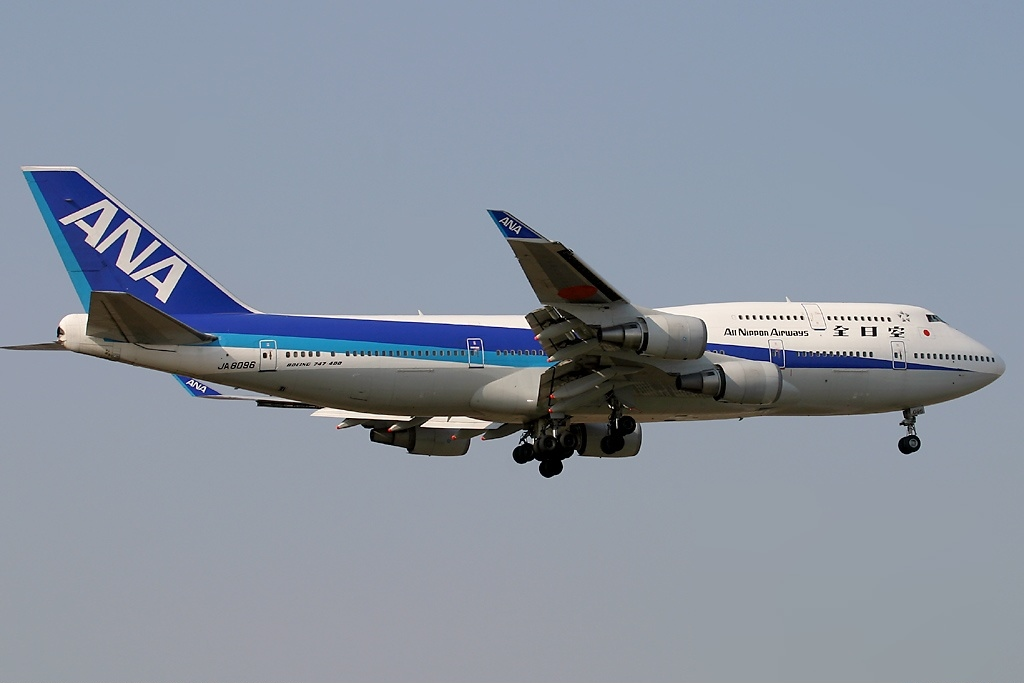
撮影に使用された
ANA 747-400 JA8096

企画当初、監督は航空パニック映画を考えていたが、その後2年間のリサーチの結果、航空機が墜落する可能性が非常に低いことと、同時に航空業界の裏で働く人々の面白さを知り、脚本の内容を変更し、結果的に、旅客機が機体異常で引き返し無事緊急着陸するだけという、ある意味で地味な物語（経緯自体は重大だが、人間側には異常な性格、行動、天才的な能力発揮は一切なく、全員が日常的な反応や業務遂行に徹している）を面白く見せる職人芸が問われる仕事となった。
リサーチは多岐にわたり、シアトルに所在するボーイング社なども訪れた。鳥被害の深刻さ、多くがカジュアルな私服で仕事をこなす管制官たち、厳格さの一方で取捨選択と妥協も要求される整備、機長の権限と責任の大きさ、原則として中年期まで昇進できないため若いキャビンアテンダント（以下「CA」と表記）にも見下される副操縦士の悲哀など、業界外の観客に興味深い内幕が巧妙に織り込まれている。特に、空港側描写の中心として航空会社のオペレーションコントロールセンター（OCC）に思い切った比重がかけられ、管制塔ほど一般に広く知られてはいなかったこの部署にスポットライトが当たることになった。日本映画では比較的珍しいモジュラー（組み合わせ）型の同時進行に徹したドラマ構成で、たとえば、主役、準主役である田辺誠一、綾瀬はるか、田畑智子、岸部一徳の4人（この3番目に時任三郎を加えた順に出番が多い）は、田辺と綾瀬が一瞬すれ違う場面を例外としてお互いに同じ画面に登場せず会話もしない。田辺と時任は同じ操縦室での二人芝居部分が多いが、この4つに整備班を加えた5つのグループ同士の会話自体も最小限となっており、彼らをつなぐのは1機の旅客機である。
映画制作にあたって全日本空輸(ANA) の全面的な協力を得た。ANAでは社内に映画の特別チームを編成し、作品企画時から、脚本の直し、撮影時の協力、衣装の貸与、ロゴマークの使用などのほか、撮影現場の立ち会い、社員によるエキストラ参加など多岐にわたって協力を行った。撮影には実際にANA国際線で使用されていたボーイング747-400（機体番号 JA8096）が、日本の航空業界史上初めて、撮影目的で15日間無料でレンタルされたほか、東京国際空港第2旅客ターミナル、関西国際空港、ANA機体整備工場などでも大規模ロケが敢行された。いずれの場所での撮影も、日本映画史上初である。
キャストは、矢口が監督した『ウォーターボーイズ』『スウィングガールズ』と同様、全員オーディションで決定した。これは矢口のこだわりである。また、映画の登場人物にはモデルが存在するという。

## ストーリー

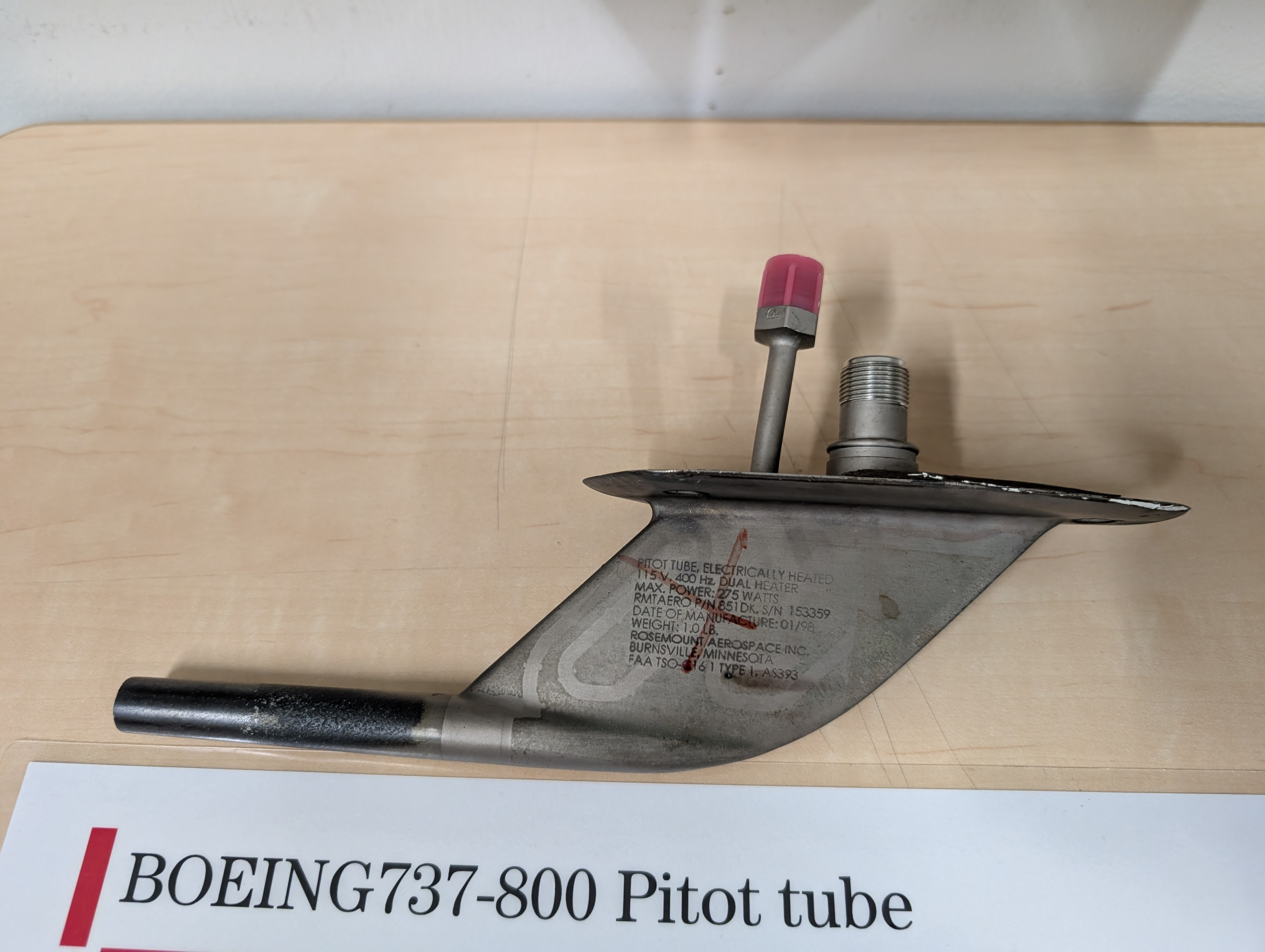
ボーイング737-800のピトー管（映画に登場する機種とは異なる）

機長昇格訓練中の副操縦士、鈴木和博（田辺誠一）は、羽田発ホノルル行き1980便（ANA・ボーイング747-400）でOJT最終日となる乗務の準備をしていた。この路線訓練の試験に合格すれば、機長に昇格できるというものであるが、当初予定されていた優しい教官(小日向文世)ではなく、厳しいことで知られる指導教官、原田典嘉（時任三郎）と乗務をすることになってしまう。この日は1980便の離陸後に台風13号が関東地方へ来るが、ホノルルまでは概ね悪天に見舞われない予報となっていた。また、機体の右上のピトーヒーターに不調が見られたが、右下のピトー管は予備で通常は使用できないため、左2本を利用して航行することとなる。
新人CAの斎藤悦子（綾瀬はるか）は、1980便で初めて国際線フライトに乗務することとなったが、ショーアップ（搭乗開始前のブリーフィング。国内線なら1時間前、国際線は1時間半前集合が義務）に遅刻し、鬼チーフパーサーとして知られる山崎麗子（寺島しのぶ）に叱られてしまう。更に、機内での作業が始まってからも周囲に追いつけず、同乗のCAからも疎まれていた。グランドスタッフとして勤務する木村菜採（田畑智子）は、退職を申し出ているにもかかわらず上司に拒否され続け、後輩の吉田美樹（平岩紙）の教育にも手を焼いていた。彼女はこの日も1980便のオーバーブッキングを上手く調整するが、座席変更を受け入れてもらう代わりに、機内持ち込み不可能な大きさの荷物でも持ち込めるようにするという取引をしてしまい、乗客に罵声を浴びせられた中堅CAの田中真里（吹石一恵）とトラブルになる。一方、空港ではOCCやドックで社会科見学の小学生を受け入れていたが、OCC責任者の高橋昌治（岸部一徳）らはその対応に手を焼いていた。
その頃、滑走路に鳥が集っているのを見た管制官はバードパトロールに駆除を要請するが、雑誌記者と偽って接触してきた愛鳥連盟の人間により妨害され、駆除に使用する銃が空砲であることを説明している間に離陸中の1980便は鳥の群れへ突入してしまう。この光景は、城南島海浜公園にいた航空マニアも目撃し、その写真をインターネットに上げていた。その写真を見た航空マニアの若者は菜採に1980便に異常がないかを聞くが、菜採は荷物を取り違えた男性客の対処へ駆り出される。彼女は転倒しながらも出発したリムジンバスを追いかけ、荷物を取り戻すことに成功する。荷物を戻してもらった男性はその勇姿に感激し、菜採に「上のレストランで会いましょう」と名刺を渡す。
悦子はCAに憧れる修学旅行の女子高生から羨望の眼差しを受けるが、雑誌と間違えて絵本を持ってきたり飲み物を間違えるなどのトラブルを連発した挙げ句、乗り物酔いした客に吐瀉物をエプロンにぶちまけられてしまい、麗子からキャビンに出なくてもよいと命じられてしまう。しかし、機内食のデザートが提供できなくなると、麗子は悦子の料理の腕を見込み、機内に残っていた食材で代替のレシピを考えさせる。この計らいは見事成功し、悦子も自信を取り戻す。
ここまで順調に運行してきたが、コックピットでは対気速度計が突如作動しなくなり、鈴木と原田は1980便の羽田帰還を決断する。原田は機内対応中、美樹が機内に入れたサイズオーバーの荷物が落ちそうになったのを受け止め、手首を痛めていたため、帰還の操縦は全て鈴木に任されるが、OCCのディスパッチャーからは房総半島を通過してからでないと高度を下げられないことを示すフライトプランが提示される。一方、残業が決まった菜採は、男性にもらった名刺をシュレッダーにかけたのだった。
OCCは雷で停電し、高橋の指導の下、コンピューターを使わずに1980便の着陸計画を立てる羽目になる。同時に、航空マニアに話を聞いた菜採からの情報提供で、離陸直後の1980便の左ピトー管に鳥が張り付き、上空でその鳥と共にピトー管が外れていたことが判明する。風速や風向が周期的に変わり続け、唯一使用できる右上のピトー管が氷解するまでは速度も分からないという状況の中、鈴木は雲の状況から南向き（16L）での着陸を決断するが、高橋はこれまでの動向から北向き（34R）での着陸を指示する。鈴木は木更津上空まで来ていたがこれを受け入れ、強烈な横風と雨の中、無理矢理進入経路に乗せて着陸を行う。進入は横風上に機首を向けながら接地しつつ、オーバーランせず無事に停止。地上では整備士たちがこれを見守り、機内でも拍手喝采となった。
戻ってきた客の対応が始まる中、菜採はこっそりレストランへ赴く。一方、鈴木は原田に一連の帰還も試験の採点対象に入っていたことを知らされ、慌てふためくが、エンディングでは機長として乗務に当たっている。

## キャスト

### パイロット
鈴木 和博
演 - 田辺誠一
副操縦士（コーパイロット）・機長昇格訓練生。OJTの最中、ピンチに出くわすと感情的になるなど性格は単純。客室乗務員たちからは笑いのネタにされる程のおっちょこちょいで、麗子からは「根性無し」と思われている。
その性格からゆえに本編冒頭のシミュレーターでの飛行でパニックに陥り、離陸したものの悪天候でうまくコントロールすることができず海に着水し不時着事故を起こしてしまう。
パイロット・キャップを被るのが嫌で、なぜ被るのか疑問を感じているほどの毛嫌いっぷりを見せる。しかし、そのパイロット・キャップを被りたがらない性格が災いする事態を呼んでしまう。
トラブル発生後は手首を負傷した機長に代わって機体を操縦し、台風の中で機体を無事に着陸させている。エンドロールにて、ようやく機長に昇格した（ただし、劇中の乗客の1人である女子高校生がCAとして乗務するまでに多少の年月をはさんでいると思われるため、即時昇格となったかまでは不明）。
原田 典嘉
演 - 時任三郎
機長（キャプテン）・運航部門指導教官。鈴木の機長昇格のための最終路線審査での訓練教官を担当する。
時々笑えない冗談を不吉な笑みを浮かべながら言い放ち、鈴木に威圧感と不安を与える。また麗子でさえも一喝されると静まってしまう恐れ多い存在でもある。
とても温厚で優しい望月とは対照的な性格であり、どんな副操縦士が相手でも妥協を一切許さないほどの厳格な姿勢で挑む。仕事が始まると「飛行機を安全に運航させること」と「副操縦士の教育」を優先した態度を貫く。
厳しい性格でありながらトラブル発生後は、鈴木に的確な指示や助言を与え、不安定な飛行に不安を感じる鈴木を最後まで励まし続けた。
望月 貞男
演 - 小日向文世
機長（キャプテン）・運航部門指導教官。とても厳格な原田とは違ってとても温厚で優しい性格であり、どんな副操縦士に対しても機長昇格の合格通知を出す寛容さで知られている。原田とは性格も正反対である。
鈴木の教官を務める予定だったが、当日に風邪を引いたために原田が代役を務めることになった。

### キャビンアテンダント
「R」「L」と数字は担当ドア。ダッシュ付き数字は見習いを意味する。
斎藤 悦子（R4'）
演 - 綾瀬はるか
ホノルル行きの便が国際線初乗務となる広島出身の新人客室乗務員。その大切な初フライトの搭乗前ブリーフィングに遅刻し、さらに機内では大失態を犯してしまう。
食いしん坊でおっちょこちょいな性格だが、一方料理は得意であり、それが失敗を返上するチャンスとなる。
山崎 麗子（L1）
演 - 寺島しのぶ
悦子の国際線初乗務の便でチーフパーサー。彼女との乗務は「泣かされすぎるために水をたくさん飲む必要がある」と噂される程の厳しさで知られ鬼チーパーとも称されている。相手が新人客室乗務員であっても決して容赦はしない（悦子も当然ながら例外扱いしない）。悦子が国際線初乗務の搭乗前ブリーフィングに遅刻したことで、いきなり罵声を浴びせた。
担当するコンパートメントを離れていても悦子の仕事ぶりをしっかり監視しており、フォローもするが、大失態に対しては言動・待遇ともに厳しく対処する。ただ単に悦子を叱るだけでなく、機内サービスに活かせる能力も評価しており、それが必要となった際はしっかりと起用する、等とメリハリある指導もしっかりとしている。
厳しい性格でありながら真里が客からの罵声を浴びた際は代わって対応して円満解決するなど、総括責任者としてのお手本的存在であり、悦子と真里たちの母親的存在である。
田中 真里（R4）
演 - 吹石一恵
悦子の指導係（中堅客室乗務員）。新人の指導係を任されるほどサービスはそれなりにこなせるが、不条理な態度を取る客に対しての対処には未熟さが垣間見える。
悦子のマイペースさを危惧し何度も注意する。
パイロットの鈴木と原田に機内食を届ける際にはうっかり和食を2膳届けてしまう（パイロットは2人して食中毒になるのを防ぐために2人同じメニューを食べてはいけない）。
小畑 果歩
演 - 佐藤めぐみ
高田 郁美
演 - 入山法子
悦子の同期たち（グアム便に搭乗予定）。
担当が麗子に当たってしまった悦子を心配する。
林原 奈々（R1）
演 - 高松いく
ファースト・パーサー。
ファーストクラス用ミールのデザートであるチョコレートケーキを温めるのに失敗してしまうという失態を仕出かす。
武井 亜弥（L2）
演 - 坂井三恵
内藤 紗英（L4）
演 - 長谷部瞳
エコノミー・パーサー。
小林 恵美（R2）
演 - 華城季帆
阿部 靖子（UR）
演 - 野沢和香
片桐 友加（UR）
演 - 海老瀬はな
安田 明美（L2）
演 - 巽よしこ
ビジネス・パーサー。
池谷 未帆（R2）
演 - 美帆
立花 晴美（R3）
演 - 松田珠希
水谷 久枝（L3）
演 - 濱崎茜
松本 香織（R5）
演 - 伊藤久美子
真田 貴子（L5）
演 - 神崎詩織

### グランドスタッフ
木村 菜採
演 - 田畑智子
臨機応変に業務をこなせるため、森田から「今辞められては困る」と釘を刺されている。いつものほほんとしている美樹を羨ましがっている。
現在の職場には出逢いも少なく体力的にも限界を感じており、思い切って辞めようと退職願を提出したが、あっさり森田に却下されてしまった。
また、とある男性客の荷物が取り違えになり、その荷物を積んで出発してしまったバスを、バス会社の案内員が持っていた拡声器を片手に追いかけて止める行動力の持ち主。
トラブル発生後、飛行機研究会のメンバーたちがその原因を言及していたことを思い出して、彼らを探し出し、オペレーションコントロールセンターに報告した。
吉田 美樹
演 - 平岩紙
菜採の後輩。お気楽でおっとりした楽天家。時々毒舌家に変身する。
不真面目で面倒な対応は菜採に任せ、（自分にとって）難しい対応を迫られると、すぐに「先輩」と言って頼ってくる。
森田 亮二
演 - 田山涼成
グランドマネージャー（菜採の鬼上司）。どんな部下が相手でも妥協を一切許さない厳しい性格であり、菜採の退職願も即刻却下したほどである。
「定刻通りの運行」を第一に考えているため、自身の話術で解決した岡本夫妻のトイレ立て篭もり事件を快く思っていない。
横井 正子
演 - 林田麻里

### オペレーションコントロールセンター（OCC）
高橋 昌治
演 - 岸部一徳
オペレーション・ディレクター（コントロールセンターの責任者）。愛煙家。
コンピュータの扱いにはついていけていないが、緊急時の仕事の腕はアナログながら抜群である。
中島 詩織
演 - 肘井美佳
ディスパッチャー・カンパニー無線担当。
トラブル発生後、当該機にバードストライクが原因であることを伝えた。
エンドロールで高橋にコンピュータの扱い方を指導しているシーンがある。
吉川 雅司
演 - 中村靖日
ディスパッチャー・気象担当。
オペレーション・スタッフ
演 - 矢柴俊博、佐伯新、樋渡真司

### 整備士
小泉 賢吾
演 - 田中哲司
ライン整備士。整備士という仕事に誇りを持っており、相手が新人整備士であっても妥協を一切許さない厳しい性格。普段は強圧的なところもあるが、失態に対して言葉を重ねて責め立てることはしない。
中村 弘樹
演 - 森岡龍
新人のドック整備士。ライン整備士が出払っているため、代わりに当該機の整備をすることになった。エンドロールではライン整備士になって、飛行機を見送っている。

### 管制官
竹内 和代
演 - 宮田早苗
コントロールタワーの管制官。
クールで正確に仕事をこなしている。
渡辺 忠良
演 - 長谷川朝晴
レーダー室の管制官。
私服勤務の管制官たちの中でもとりわけカジュアルすぎるいでたちで、同僚たちからは「公務員の自覚がない」と苦言を呈されている。
宮本 理英
演 - いとうあいこ
レーダー室の管制官。
最近では「職業柄、何でも整理しないと気が済まない（本人談）」という程、非常に神経質になっている。
水野 頼子
演 - 江口のりこ
コントロールタワーの管制官。
渡辺に対して「公務員としての自覚が足りない」と冷たく接しながらも的確に仕事をこなしている。
井口 昇一
演 - 竹井亮介

### 乗客
丸山 重文
演 - 笹野高史
カツラを被っている男性。乗り物酔いしやすい体質なため悦子に酔い止めの薬を頼んだのに忘れられて酔ってしまい、彼女のエプロンに戻してしまった。
清水 利郎
演 - 菅原大吉
ビジネスマン。一見温厚そうだが、実際にはとても短気で喧嘩っ早い性格であり、些細な事にでもすぐ腹を立てて激怒する程である。
岡本 福男
演 - 正名僕蔵
岡本 幸子
演 - 藤本静
新婚の夫妻。新婚旅行のためにホノルル行きの便に搭乗する予定だったが、直前に、妻が墜落事故を恐れてパニックに陥りトイレ立て籠もり事件を引き起こしてしまう。
乗客
演 - 竹中直人
エンドロールにて登場し、菜採と共にロビーを走っていた。
上原 和人
演 - 川村亮介
修学旅行生。
女子高生
演 - 中村映里子
CAに憧れる女子高生の一人。高校の修学旅行で、悦子の乗務する便に搭乗していた。悦子の仕事振りを見てCAになる思いが強くなる。
太田 孝三
演 - 日下部そう
カルーセルでスーツケースを間違えられ、菜採にリムジンバスを止めてもらった。

### その他
馬場 光輝
演 - ベンガル
バードパトロール（通称バードさん）。バードストライク（航空機と鳥の衝突事故）を防ぐため、鳥に空砲での威嚇射撃を行うという大切な仕事をしている。
だが雑誌記者と偽って潜入していた今井らの妨害により、ホノルル便のフライトの運命を左右してしまうことになる。
斉藤 直輔
演 - 柄本明
斉藤 利江
演 - 木野花
悦子の両親。国際線に乗務する悦子を見送りに、わざわざ広島から羽田空港へと訪れる（実は食いしん坊の娘のために整腸剤を届けに来た）。
直輔は寡黙だが、利江は饒舌で世話好き。
今井 一志
演 - 森下能幸
団員
演 - 明星真由美
馬場が鳥を殺害していると思い込み雑誌記者と偽り、取材の名目で仕事現場に潜入した愛鳥連盟のメンバーたち。
馬場の妨害をするが、これがホノルル便のフライトの運命をも左右しかねない要因になってしまう。
飛行機研究会のメンバー
演 - 石井智也、永野宗典、三浦圭祐
航空ファングループ三人組。舞台となる航空機にある重大な問題が起きていたことを発見し、グランドスタッフの木村菜採に伝える。
森崎 達治
演 - 橘家二三蔵
航空写真を撮っている老人。

## スタッフ
- 監督・脚本 - 矢口史靖
- 制作 - 亀山千広
- エクゼクティブプロデューサー - 桝井省志
- プロデューサー - 関口大輔、佐々木芳野、堀川慎太郎
- 音楽 - ミッキー吉野
- 主題歌 - フランク・シナトラ「カム・フライ・ウィズ・ミー」
- 撮影 - 喜久村徳章
- 照明 - 長田達也
- 特撮監督 - 佛田洋
- 美術 - 瀬下幸治
- 装飾 - 秋田谷宣博
- 録音 - 甲斐匤
- 整音 - 郡弘道
- 編集 - 宮島竜治
- 記録 - 松澤一美
- 助監督 - 山口晃二

- VFX - 特撮研究所
- VFXスーパーバイザー - 野口光一
- VFXプロダクションマネージャー - 横尾裕次
- 撮影 - 中根伸治、鈴木啓造、岡本純平
- 照明 - 安藤和也、関沢陽介
- 美術 - 三池敏夫、松浦芳、梶政幸
- 操演 - 中山亨 辻川明宏 和田宏之
- 製作担当 - 高橋政千、小串遼太郎
- ジャンボミニチュア製作 - 倉橋政幸、桑島健一、上村邦賢、山田哲也、高橋洋史、亀田義郎
- CGディレクター - 中村充彦

- 制作 - フジテレビジョン、アルタミラピクチャーズ、東宝、電通
- 配給 - 東宝
- 撮影協力 - 全日本空輸

## PR展開
制作チームは作品にあったさまざまな宣伝展開を行うのを得意とする。過去には『ウォーターボーイズ』『スウィングガールズ』などでも通常の映画宣伝の枠に捕らわれない活動を行った。
制作発表は、羽田空港にあるANAの格納庫で行われ、「Happy Flight」のロゴ入りボーイング747-400でキャストが登場した。キャストはこの機体にサインを残した。
完成披露試写会は実施されなかった。
- 宣伝キャンペーンは日本全国25都市・25空港を巡った。
- 2008年10月26日にアメリカ合衆国ワシントン州シアトル、ボーイング社[注釈 7]でアメリカ・プレミア上映が行われ、300人の航空関係者が来場。ボーイング747を開発したジョセフ・F・サターから絶賛された。
- 2008年11月7日に、世界初の試みとなる機上試写を実施。羽田空港発関西空港行きの特別便機内で映画を上映した。
- 2008年11月26日に、矢口監督による上映後ティーチ・インが品川プリンスシネマで行われた。
- 2008年11月27日に、興行収入7億突破『ハッピーフライト』大ヒットイベントが日劇で行われ、CAを演じた女優8人が、ANAの歴代CA制服を着用した姿で舞台挨拶を行った。
- 2008年12月3日にニューヨーク・プレミアが開催された。
- ローソンとのタイアップで、ANA歴代CAフィギュアのボトルキャップ・キャンペーンと空弁・空スイーツフェアが展開された。
- ANAは、撮影協力以外に、空港での宣伝活動、公開時にはCM出稿も行った。
- 映画公開を記念して国内線機はボーイング747-400D（JA8963：元マリンジャンボ）に、国際線機には747-400（JA8097）[注釈 8]にステッカーが貼り付けられた。また、それぞれ監督と出演者の直筆サイン入りの記念プレートが機内に設置されている[注釈 9]。
- 公開劇場でゲームソフト『ぼくは航空管制官3 ANAエディション』が販売された。

## サイドストーリー
従来の矢口映画と同様に、本作でも5本のサイドストーリーが制作された。また、映画公開に合わせ、『FLY! FLY! FLY!』、『ハッピーエアポート』など多数の航空関連番組が制作されている。
| タイトル             | 監督     | 出演       |
| -------------------- | -------- | ---------- |
| アイハブ・ユーハブ   | 矢口史靖 | 田辺誠一   |
| What's your name ?   | 山口晃二 | 綾瀬はるか |
| パイナップル         | 石井普一 | 菅原大吉   |
| 細野が恋をした場合   | 山本大輔 | 佐伯新     |
| 歯医者発、しあわせ便 | 松岡良樹 | 平岩紙     |

## 映像ソフト
- ナビゲートDVD（ローソン限定、2009年5月22日発売）
- ハッピーフライト スタンダードクラス・エディション[DVD1枚組]
- ハッピーフライト ビジネスクラス・エディション[DVD2枚組]
- ハッピーフライト ファーストクラス・エディション [Blu-ray2枚組] - 日本映画で初めて特典DISCもBlu-ray Discで収録。

## 書籍
- ハッピーフライト オフィシャルガイド（日経BP社）
- ANAで知る!「ハッピーフライト」の世界（イカロス出版）
- CA STORY in ハッピーフライト（キネマ旬報社）
- ハッピーフライト（ノベライズ、メディアファクトリー）
- ハッピーフライト 創作ノート（キネマ旬報社）
- 世界へハッピーフライト FLY!FLY!FLY!日記（角川学芸出版）
- That's STAR ALLIANCE スター アライアンス 公式ガイドブック（角川学芸出版）
- 映画監督はサービス業です。ー矢口史靖のヘンテコ映画術―（DU BOOKS）

## 音楽
- シナトラ、ザ・ベスト! ハッピーフライト・パッケージ [Limited Edition]（Warner Music Japan）
- ハッピーフライト [Soundtrack]（Warner Music Japan）

## テレビ放送
| 回数 | テレビ局         | 番組名（放送枠名） | 放送日        | 放送時間      | 放送分数 | 視聴率 | 備考 |
| ---- | ---------------- | ------------------ | ------------- | ------------- | -------- | ------ | --- |
| 1    | フジテレビ       | 土曜プレミアム     | 2010年1月30日 | 21:00 - 23:10 | 130分    | 17.0%  | |
| 2    | フジテレビ       | 土曜プレミアム     | 2011年2月5日  | 21:00 - 23:10 | 130分    | 13.6%  | |
| 3    | フジテレビ       | 土曜プレミアム     | 2012年1月21日 | 21:00 - 23:10 | 130分    | 14.2%  | 『ロボジー』公開記念としての放送。 |
| 4    | NHK BSプレミアム | プレミアムシネマ   | 2013年9月10日 | 21:00 - 22:45 | 105分    |        | |
| 5    | フジテレビ       | 土曜プレミアム     | 2014年9月20日 | 21:00 - 23:10 | 130分    | 12.8%  | 当初は2014年5月31日に放送予定だったが、出演者の1人である綾瀬はるかが、裏番組の『嵐にしやがれ』（日本テレビ）にゲスト出演したため、『アイアンマン』に差し替えられた。 |
| 6    | フジテレビ       | 土曜プレミアム     | 2017年1月14日 | 21:00 - 23:10 | 130分    | 9.5%   | 『サバイバルファミリー』公開記念としての放送 |
| 7    | フジテレビ       | 土曜プレミアム     | 2018年2月3日  | 21:00 - 23:10 | 130分    | 10.4%  | 『今夜、ロマンス劇場で』公開記念!2週連続!綾瀬はるかSPとしての放送 |
| 8    | フジテレビ       | 土曜プレミアム     | 2023年3月25日 | 21:40 - 23:50 | 130分    | 6.3％  | 『2023年世界フィギュアスケート選手権 男子フリー』中継のため21:30 - 23:40の予定だったが、同中継が延長されたため10分繰り下げ                                           |

- 視聴率はビデオリサーチ調べ、関東地区・世帯・リアルタイム。